# Walking in My Shoes (Depeche Mode)
Walking in My Shoes è un singolo del gruppo musicale britannico Depeche Mode, pubblicato il 26 aprile 1993 come secondo estratto dall'album in studio Songs of Faith and Devotion.

## Descrizione
Scritto da Martin Gore, il testo narra lo stato di un uomo consapevole del suo essere peccatore, in altre parole conscio della sua umanità, e invita coloro che lo contestano a "vestire i suoi panni". Le atmosfere cupe rendono inoltre il brano uno dei cavalli di battaglia dei Depeche Mode.
Il brano è presente anche nelle raccolte The Singles 86-98, The Best of Depeche Mode, Volume 1 e in versione remix in Remixes 81-04.

## Video musicale
Il video, diretto da Anton Corbijn, contiene numerosi riferimenti artistici alle opere di Hieronymus Bosch (in particolare al Trittico del Giardino delle delizie) e di Dante Alighieri (come la Divina Commedia), dove il bianco e nero (specie dove compaiono i Depeche Mode, in pose statiche) è intervallato da figure inquietanti, vestite con abiti astrusi dai colori vivaci e un paesaggio gotico-medievale. Nella lugubre atmosfera la scena sembra incentrata, più che sulla presenza quasi onnipresente di Dave Gahan, su una coppia di innamorati vestiti come le figure inquietanti suddette ma oggettivamente più gradevoli.
Tra la simbologia ricorrente nelle immagini è mostrata più volte anche quella di una maschera di uccello con uno strano becco ritorto, riprodotta nella copertina del CD singolo e successivamente ripresa anche nel video del singolo seguente In Your Room.
Il video è stato censurato da MTV: in un'inquadratura, Andrew Fletcher, Martin Gore e Alan Wilder sono seduti con in braccio tre donne nude. La versione integrale è comunque disponibile negli album video The Videos 86-98, Devotional, Video Singles Collection e anche nel DVD dell'edizione speciale della raccolta The Best of Depeche Mode, Volume 1. Alcuni spezzoni del video compaiono inoltre in quello del singolo Martyr.

## Tracce
Testi e musiche di Martin L. Gore.
45 giri (Regno Unito) Bong22
- Lato A

1. Walking in My Shoes (Seven Inch Mix) – 4:59

- Lato B

1. My Joy (Single Version) – 3:57

33 giri (Regno Unito) 12Bong22 e CD singolo (Regno Unito) CDBong22
1. Walking in My Shoes (Grungy Gonads Mix) – 6:24
2. Walking in My Shoes (Seven Inch Mix) – 4:59
3. My Joy (Single Version) – 3:57
4. My Joy (Slow Slide Mix) – 5:11

33 giri (Regno Unito) L12Bong22 e CD singolo (Regno Unito) LCDBong22
1. Walking in My Shoes (Extended Twelve Inch Mix) – 6:54
2. Walking in My Shoes (Random Carpet Mix Edit) – 6:35
3. Walking in My Shoes (Anandamidic Mix) – 6:11
4. Walking in My Shoes (Ambient Whale Mix) – 4:54

CD Mute EU (CDBong22X)
1. Walking in My Shoes (Seven Inch Mix) (4:59)
2. My Joy (Single Version) (3:57)
3. Walking in My Shoes (Grungy Gonads Mix) (6:24)
4. My Joy (Slow Slide Mix) (5:11)
5. Walking in My Shoes (Extended Twelve Inch Mix) (6:54)
6. Walking in My Shoes (Random Carpet Mix Edit) (6:35)
7. Walking in My Shoes (Anandamidic Mix) (6:11)
8. Walking in My Shoes (Ambient Whale Mix) (4:54)

12" Sire/Reprise USA (40852-0)
1. Walking in My Shoes (Extended Twelve Inch Mix) (6:54)
2. Walking in My Shoes (Random Carpet Mix Edit) (6:35)
3. Walking in My Shoes (Grungy Gonads Mix) (6:24)
4. Walking in My Shoes (Anandamidic Mix) (6:11)
5. Walking in My Shoes (Ambient Whale Mix) (4:54)
6. My Joy (Slow Slide Mix) (5:11)

CD Sire/Reprise USA (40852-2)
1. Walking in My Shoes (Seven Inch Mix) (4:59)
2. Walking in My Shoes (Grungy Gonads Mix) (6:24)
3. Walking in My Shoes (Random Carpet Mix Edit) (6:10)
4. My Joy (Slow Slide Mix) (5:11)
5. Walking in My Shoes (Extended Twelve Inch Mix) (6:54)
6. Walking in My Shoes (Anandamidic Mix) (6:11)
7. My Joy (Single Version) (3:57)
8. Walking in My Shoes (Ambient Whale Mix) (4:54)

## Formazione
Hanno partecipato alle registrazioni, secondo le note di copertina di Songs of Faith and Devotion:
Gruppo
- Andrew Fletcher – strumentazione, voce
- Dave Gahan – strumentazione, voce principale
- Martin Gore – strumentazione, voce
- Alan Wilder – sintetizzatore, voce

Produzione
- Depeche Mode – produzione, missaggio
- Flood – produzione, missaggio
- Mark Stent – missaggio
- Steve Lyon – ingegneria del suono
- Chris Dickie – ingegneria del suono
- Paul Kendall – ingegneria del suono
- Jeremy Wheatley – assistenza tecnica
- Mark Einstmann – assistenza tecnica
- Shaun de Feo – assistenza tecnica
- Volke Schneider – assistenza tecnica
- Kevin Metcalfe – mastering
- Daryl Bamonte – coordinazione
- Anton Corbijn – grafica, direzione artistica, copertina
- Area – copertina

## Classifiche
| Classifica (1993)                 | Posizione massima |
| --------------------------------- | ----------------- |
| Austria                           | 29                |
| Canada                            | 51                |
| Finlandia                         | 7                 |
| Francia                           | 23                |
| Germania                          | 14                |
| Irlanda                           | 15                |
| Italia                            | 9                 |
| Paesi Bassi                       | 36                |
| Regno Unito                       | 14                |
| Spagna                            | 6                 |
| Stati Uniti                       | 69                |
| Stati Uniti (alternative)         | 1                 |
| Stati Uniti (dance singles sales) | 15                |
| Svezia                            | 8                 |
| Svizzera                          | 26                |